# Борова (Іванівський район)
Борова (біл. Баравая) — село в Білорусі, в Іванівському районі Берестейської області. Орган місцевого самоврядування — Лясковецька сільська рада.

## Географія
Розташоване за 10 км на північ від Іванового.

## Історія
У 1870-х роках Оскар Кольберг записав у селі добірку українських пісень. У 1921 році село входило до складу гміни Дружиловичі Дорогичинський повіту Поліського воєводства Польської Республіки.

## Населення
За переписом населення Білорусі 2009 року чисельність населення села становило 32 особи.
Станом на 10 вересня 1921 року в селі налічувалося 17 будинків та 103 мешканці, з них:
- 52 чоловіки та 51 жінка;
- 94 православні, 9 юдеїв;
- 94 українці (русини), 9 євреїв.